# Келлер-Зуттер, Карин
Карин Мария Келлер-Зуттер, (нем. Karin Maria Keller-Sutter; род. 22 декабря 1963, Виль, Санкт-Галлен, Швейцария) — швейцарский политический и государственный деятель, президент Швейцарии с 1 января 2025 года, министр финансов с 1 января 2023 года.
Член Федерального совета Швейцарии с 1 января 2019 года, представляет партию «Свободная демократическая партия. Либералы». Занимала должности министра юстиции и полиции (2019—2022) и вице-президента (2024). 
Президент Совета кантонов Швейцарии (2017—2018).

## Биография
Карин Келлер-Зуттер родилась в конце 1963 года в большой сельской католической семье. Через некоторое время семья перебралась в город Невшатель во франкоязычном кантоне. По окончании школы она училась на переводчика в Цюрихском университете прикладных наук, затем в течение года проходила стажировку в Монреальском университете. Некоторое время после этого работала переводчиком на конференциях. Далее Карин окончила аспирантуру по педагогике во Фрибурском университете и работала в школе.
С 1992 года она стала заниматься политической деятельностью и через пять лет возглавила местный совет. С 1996 по 2000 год входила в Совет кантонов Швейцарии от кантона Санкт-Галлен. В это время она возглавляла Свободную демократическую партию Швейцарии в родном кантоне. C 2000 по 2012 год работала советником в кантональном правительстве. 
В 2010 году Карин Келлер-Зуттер проиграла выборы в Федеральный совет Швейцарии. На следующий год её избрали в верхнюю палату парламента — Совет кантонов, президентом которого она являлась с 27 ноября 2017 по 26 ноября 2018 года.
В начале декабря 2018 года Карин со второй попытки была избрана в Федеральный совет Швейцарии; в середине декабря она получила назначение на пост министра юстиции. С 1 января 2019 года приступила к исполнению своих обязанностей. Оставалась на этом посту до конца 2022 года. С первого дня 2023 года возглавила министерство финансов. В середине декабря 2023 года парламент Швейцарии избрал Карин вице-президентом страны на следующий год.
11 декабря 2024 года она была избрана президентом страны на 2025 год.
В середине 20-х годов XXI века Келлер-Саттер считается самым влиятельным политиком в Швейцарии.

## Личная жизнь
Карин Келлер-Зуттер замужем за врачом Мортеном Келлером. Детей нет. Живут они в Вилле.